# Polonia Sacra (kwartalnik)
Polonia Sacra – czasopismo naukowe Wydziału Teologicznego Uniwersytetu Papieskiego Jana Pawła II w Krakowie. Założone w 1918 r. przez ks. dr Jana Nepomucena Fijałka, profesora Uniwersytetu Jagiellońskiego jest jednym z pierwszych na polskim rynku czasopiśmienniczym znaczącym, naukowym pismem teologicznym. Publikuje artykuły, sprawozdania i recenzje z dziedziny teologii. 

## Historia czasopisma
Czasopismo zostało założone w Krakowie w 1918 r. jako organ Towarzystwa im. Papieża Benedykta XV. Założycielem i pierwszym redaktorem naczelnym pisma był ks. Jan Fijałek, profesor Uniwersytetu Jagiellońskiego. Pełny tytuł brzmiał wówczas Polonia Sacra. Wydawnictwo Naukowe Towarzystwa im. Papieża Benedykta XV-go pod red. X. Jana Fijałka Prof. Uniw. Jagiell. Na jego łamach ukazywały się rozprawy m.in. z historii Kościoła, etyki, patrologii i prawa kanonicznego. Z pismem współpracowali profesorowie Uniwersytetu Lwowskiego, Jagiellońskiego i Warszawskiego (m.in. W. Abraham, J. Grabowski, J. Nowosielski, W. Rubczyński). Po rozwiązaniu Towarzystwa im. Papieża Benedykta XV w 1922 r. ks. J. Fijałek kontynuował dzieło pod zmienionym tytułem (którego sam został wydawcą i redaktorem): Nowa Polonia Sacra: czasopismo poświęcone badaniu historii Kościoła, prawa kanonicznego i literatury teologicznej w Polsce. Pismo to ukazywało się do 1939 r. Wznowione w 1948 (nie zachowano jednak numeracji sprzed wojny) pod nazwą Polonia Sacra: kwartalnik teologiczny, wychodziło pod kierunkiem profesorów Wydziału Teologicznego Uniwersytetu Jagiellońskiego. W 1954 r. wskutek likwidacji przez władze komunistyczne wydziałów teologicznych uniwersytetu krakowskiego i warszawskiego, Polonia Sacra przestało być organem profesorów Wydziału Teologicznego Uniwersytetu Jagiellońskiego. Zaczęło się ukazywać na nowo utworzonej Akademii Teologii Katolickiej w Warszawie pod kierunkiem profesorów Wydziału Prawa Kanonicznego. Zmieniono też tytuł Polonia Sacra: kwartalnik kanonistyczno-historyczny, ale zachowano ciągłość numeracji. W 1958 r. wydawanie pisma zostało zawieszone a w jego miejsce zaczęło wychodzić: Prawo Kanoniczne: kwartalnik. Reaktywacja czasopisma Polonia Sacra (półrocznik) nastąpiła w 1997 roku na Papieskiej Akademii Teologicznej w Krakowie (obecnie Uniwersytet Papieski Jana Pawła II w Krakowie). Od 1 stycznia 2014 r. Polonia Sacra stała się kwartalnikiem.

## Redaktorzy naczelni
- Jan Fijałek 1918–1939
- Władysław Wicher (1948–1954)
- Marian Myrcha (1954–1958)
- Andrzej Zwoliński (1997–2009)
- Wojciech Zyzak (1.X. 2009 – 31.IX.2012)
- Henryk Sławiński (1.X.2012 – obecnie)

## Punktacja czasopisma
W wykazie czasopism naukowych Ministerstwa Edukacji i Nauki z 9 lutego 2021 r. kwartalnik uzyskał 40 punktów.   